# Barbican à gorge grise
Gymnobucco bonapartei
Espèce
Statut de conservation UICN

 LC  : Préoccupation mineure
Le Barbican à gorge grise (Gymnobucco bonapartei) est une espèce d'oiseaux appartenant à la famille des Lybiidae.
Son épithète spécifique commémore l'ornithologue français Charles-Lucien Bonaparte (1803-1857).
Cet oiseau vit à travers la forêt du bassin du Congo.